# Abeer Abu Ghaith
Abeer Abu Ghaith (en árabe: عبير أبو غيث‎) (Jordania, 1985) es una empresaria tecnológica y activista social palestina. Es la fundadora de MENA Alliances y cofundadora de StayLinked. Abu Ghaith ha sido mencionada como "la primera empresaria de alta tecnología de Palestina". Utiliza la tecnología para proporcionar empleo a personas que viven en regiones "frágiles", como Gaza.

## Biografía
Abeer Abu Ghaith nació en 1985 en un campo de refugiados palestinos en Jordania. Allí vivió hasta los 12 años. Posteriormente regresó a Palestina con su familia. Ella es la segunda mayor de nueve hermanos.
Abu Ghaith asistió a la Universidad Politécnica de Palestina desde 2002 hasta 2007, y obtuvo su licenciatura en ingeniería de sistemas informáticos en 2007. Después de graduarse, comenzó a enseñar en el campus de la misma universidad. Luego, trabajó como Directora Nacional de la Campaña Internacional de Mujeres (WCI) y su programa ALWANE.
En 2013, Abu Ghaith cofundó la empresa StayLinked, un servicio que proporciona talento de autónomos palestinos para empresas ubicadas en Estados Unidos y Oriente Medio. La empresa ofrecía servicios de traducción, entrada de datos, diseño gráfico, marketing online y desarrollo de sitios web. Después de dejar StayLinked en 2015, Abu Ghaith formó MENA Alliances, que realiza un trabajo similar en materia de colocación laboral.
En 2016, Abu Ghaith asistió a la Escuela de Gobierno John F. Kennedy de la Universidad de Harvard como miembro de The Goldman Sachs 10,000 Women-U. S. Programa de Emprendimiento del Departamento de Estado para Mujeres en Medio Oriente y Norte de África.
De 2017 a 2018, continuó sus estudios en Birkbeck College, Universidad de Londres, y en 2018 obtuvo una maestría en innovación empresarial. Después de graduarse, volvió a trabajar en MENA Alliances, donde es directora ejecutiva y fundadora.

## Premios
- 2019: "El Gran Premio de Innovación a la Mejor Disertación en Innovación", Universidad de Londres
- 2015: "100 árabes poderosos menores de 40 años", revista Arabian Business[9]
- 2015: "Las 100 mujeres árabes más poderosas de 2015", revista Arabian Business[10]
- 2014: "Las 100 mujeres árabes más poderosas de 2014", revista Arabian Business[11]
- 2014: Premio "Mejor facilitador y facilitador de tecnología", premios MEA Women in Technology[4][6]
- 2014: "Las 100 mujeres árabes más poderosas", revista CEO Middle East[12]